# Florian z Wielkiej Hłuszy
Florian z Wielkiej Hłuszy – powieść Marii Rodziewiczówny z 1929 roku.

## Treść
W miasteczku Wielka Hłusza na Polesiu od czterystu lat mieszkańcom towarzyszy dostojny dzwon Florian pamiętający wizytę w miasteczku królowej Bony. Tymczasem trwa I wojna światowa i mieszkańcy dowiadują się, że Rosjanie zamierzają rekwirować w celach wojennych wszystkie kościelne sprzęty miedziane. Grupa młodzieży postanawia potajemnie ukryć Floriana, który jest dla nich pamiątką po dawnej wytęsknionej Polsce. W swój plan wtajemniczają dziadka, byłego powstańca styczniowego. Jak się wkrótce okazuje, wojna i jej opłakane skutki docierają również do miasteczka i dworu, w którym mieszkają młodzi spiskowcy. A wraz z wojną niebezpieczeństwo, trud, prawdziwe bohaterstwo i wielka miłość.
Historia dzwonu jest tylko pretekstem, by pokazać losy polskiej rodziny, która pomimo ewakuacji Rosjan i trzyletniej niemieckiej okupacji, postanawia mimo wszystko pozostawać na swojej ziemi i pokonać wszelkie przeciwności, aby w końcu na wiosnę 1919 roku doczekać się Polski.
Powieść ukazała się w 10 rocznicę powrotu Polesia do Polski.

### Postaci
- Melchior Wereszyński – były powstaniec, właściciel dworu w Muraszniku
- Bronka Wereszyńska – szlachcianka z Murasznika, wnuczka Wereszyńskiego, sierota, piękna i uzdolniona muzycznie
- Wereszyńska – żona Melchiora
- Ryhor – ekonom u Wereszyńskiego
- Łusia Skowrońska – córka organisty, przyjaciółka Bronki
- Florek Skowroński – syn organisty
- Skowroński – organista
- Skowrońska – żona organisty
- Kajetan Skołuba – zięć i sąsiad Wereszyńskiego, wdowiec, miłośnik archeologii i niemieckiego
- Skołubowie – bliźniaki Paweł i Gaweł, bliźniaki Szymon i Juda, najmłodsza Ewa – dzieci Skołuby i wnuki Wereszyńskiego
- Matys – ekonom u Skołuby
- Matysowa – żona ekonoma, opiekunka Ewy
- Michał Horehlad – właściciel Wielkiej Wólki, szlachcic robiący interesy na wojnie, adorator Bronki
- Alfred Rupejko – arystokrata z Horodnej, oficer hallerczyk, miłość Bronki
- Jerzy Rupejko – brat Alfreda, ułan
- Leon Rupejko, drugi brat Alfreda
- Sielużycka – szlachcianka, wdowa
- Wolscy – uchodźcy z Kongresówki
- Bertold von Freden – niemiecki generał, adorator Bronki
- Rabanek – adiutant generała, poznańczyk
- Janek i Kazik Wereszyńscy – starsi bracia Bronki, żołnierze armii Hallera
- Adalbert Skaletz vel Wojciech Skalec – żołnierz niemiecki ze Śląska, adorator Łusi
- Kuźma – chłopak na służbie u Wereszyńskich, pastuch
- ksiądz Syruć – proboszcz w Wielkiej Hłuszy
- Abram – Żyd, sklepikarz
- ciotka Bronki w Warszawie
- prystaw – rosyjski policjant
- oberlejtnant von Maskowski – niemiecki oficer
- komisarz bolszewicki
- essauł kozaków dońskich

## Ekranizacja
Na podstawie powieści w 1938 roku powstał film Florian w reżyserii Leonarda Buczkowskiego z Kazimierzem Junoszą-Stępowskim, Stanisławą Angel-Engelówną, Józefem Węgrzynem, Heleną Grossówną, Jerzym Pichelskim i młodym Tadeuszem Fijewskim.